# Dombeya ciliata
Dombeya ciliata är en malvaväxtart som beskrevs av Eugène Jacob de Cordemoy. Dombeya ciliata ingår i släktet Dombeya och familjen malvaväxter. Inga underarter finns listade i Catalogue of Life.